# 翔ぶが如く
『翔ぶが如く』（とぶがごとく）は、司馬遼太郎の長編歴史小説で、1972年（昭和47年）1月から1976年（昭和51年）9月にかけ『毎日新聞』朝刊で連載し、文藝春秋で刊行された。

## 概要
薩摩藩士として明治維新の立役者となった西郷隆盛と大久保利通。この2人の友情と決別を軸に、征韓論・明治6年政変などを経て、神風連の乱など各地で起こった不平士族の反乱を経て、西南戦争の決起と展開を、著者独特の鳥瞰的手法で描いた。
司馬作品で『坂の上の雲』と並び、最も長編となった歴史小説で、登場人物も極めて多岐にわたる。特に薩摩郷士出身で、大久保の側近で初代大警視（現・警視総監）の川路利良と、下士出身で幕末期は西郷の護衛者・中村半次郎として、維新後は近衛陸軍少将で、西郷側近のリーダー的存在となった桐野利秋の2人が重要な位置を占めている。
他の主要人物は木戸孝允、村田新八、勝安芳（海舟）、岩倉具視、西郷従道、伊藤博文、山縣有朋、島津久光、江藤新平、三条実美などがいる。
1990年（平成2年）のNHK大河ドラマ『翔ぶが如く』原作（前半部は幕末期で、『竜馬がゆく』ほかの司馬作品を原作とした）で、ドラマ化に併せ『「翔ぶが如く」と西郷隆盛』（ビジュアル版文春文庫、1989年11月、新版2017年11月）が刊行。
後年の『司馬遼太郎 歴史のなかの邂逅（6）』（中公文庫、2011年2月）で関連する人物随想がある。

### 題名の由来
作家宮城谷昌光（晩年の司馬と交流があった）によれば、古代漢詩『詩経』小雅（しょうが）・鴻鴈之什（こうがんのじゅう）「第九篇 斯乾」（しかん）の一節「鳥のこれ革（と）ぶが如く、キジのこれ飛ぶが如く」（中国語: 如鳥斯革，如翬斯飛）より取られ、「斯乾」は兄弟が仲良く新しい宮室を建てたことを述べた詩で、「明治という国家」を創り上げた西郷隆盛と大久保利通を、この兄弟のようだと捉え用いた。上記の引用を通し、本来「翔ぶ」と書いて「とぶ」という読み方はせず、字義または飛翔の語句から「翔」の字を当て字として使用したとされる。

## 主な登場人物
大久保利通
参議・内務卿。征韓論を戦乱の元と見なし、太政官を死守するため権謀を駆使してこれを食い止めた。自ら内務省を設立してその代表となり、数々の政策を打ち出して日本の近代化に努めた。しかしそれは封建制を崩壊させ、また士族という旧特権階級の既得権を全て剥奪することを意味し、このため全国の不平士族の怨恨を一身に受ける存在となる。冷徹で余計な言葉を言わない寡黙な人物として描かれているが、同時に私欲のない公平で真面目な人物としても描かれている。西郷に対する友情は非常に厚く、大久保もまた西郷以外に自分を最も良く知る人物はないとしている。
西郷隆盛
参議・陸軍大将。明治維新の理念と士族の誇る「武」を朝鮮へ輸出し、来るべきロシアの南侵を未然に防ぐため太政官に渡韓を具申するも、それが国内に多くの混乱を呼ぶこととなり、全国の不平士族にとっては希望の星のような存在となってしまう。西郷が賢人なのか愚人なのか、著者も彼が著述した資料が少なく理解しかねるとしており、全編にわたって捉え所のない茫々たる人物として描かれている。大久保と対立した後も彼にのみ辞職の意を告げるなど、大久保のみが自分を最も良く知る人物と考えており、大久保の才能を誰よりも信頼していた。
川路利良
警視庁大警視。戊辰戦争での活躍から西郷に引き立てられ、西郷により警察の創設を任せられる。渡仏して警察制度を視察し帰国、そして警察こそ文明を牽引する源であるとの確固たる信念を持つに至る。西郷への恩義を感じつつも、むしろ西郷の恩に報いるためには警察制度を確立させて職務を執行する事という考えに至り、あえて西郷を担ぐ不平士族や不穏な動きを見せる反政府分子に対して強硬な取締を行うと共に、文明の前にあってはもはや西郷すらも無用の長物であり、太政官にとっての悪になったと捉えるまでになる。このため桐野をはじめとする私学校党から徹底的な憎悪の対象となった。薩摩に情勢偵察の使者を派遣した所、私学校党の知るところとなり、これが遠因となって西郷軍の挙兵が引き起こされた。内務省設立を具申したことから、大久保の信頼が厚い。大久保・西郷に次ぐ主役級の扱いで描かれており、本作は明治5年の川路のフランス視察から始まり、明治12年の川路の病死をもって終わる。
木戸孝允
参議・内閣顧問。長州派の重鎮として、太政官内では大久保に並ぶ影響力を持つ。開明的な思考の持ち主で民権的な政策を具申するが、時期尚早として大久保にことごとく拒否され、大久保に対する憎悪が非常に強い。しかし一方で西郷側にも与せず、西郷の渡韓一件を無謀な策として批判し続けた。維新後の太政官に対する失望が強く、また同じ長州人の伊藤や山県の、大久保とのつながりが深いことに嫉妬し、深刻な精神病を病むことになり、西南戦争中失意のうちに死亡した。
勝安芳
参議・海軍卿。かつて戊辰戦争の折には西郷と談判して東京（江戸）を戦火から救い、西郷の最大の理解者の一人でもあるが、征韓論を戦乱の元と見なして沈黙を守った。旧幕臣という立場上政治の第一線に立つ事を遠慮していたが、海軍省に請われてその代表となり、陰ながら日本の海軍の充実と日本の近代化に努めた。太政官内では大久保と木戸に並ぶ影の影響力を持つ。開明的な思考の持ち主で、大久保については大政治家として大いに評価していたが、維新後の太政官における長州人の伊藤や山県たちに対する失望の方が強く、辞職して政府を去る。単刀直入に物事の本質を突き通しつつも、皮肉交じりに世間を批判する。
村田新八
宮内大丞。西郷軍幹部。洋行から帰国時に西郷の下野を知る。西郷・大久保両人と知己があり、2人の対立が一切の私欲がない争いであることを悟り、2人を体裁出来る者は誰もいないと結論付ける。開明的な思考の持ち主で大久保の内務省による日本の近代化政策にも賛成し、征韓論が愚策であることを知りつつも西郷への恩義のみという純粋な理由から下野して、西南戦争にも最後まで反対していたが西郷の決意が変わらぬと知って、共に死ぬつもりで西郷軍へ身を投じた。
西郷従道
陸軍少将。西郷の実弟。桐野たちのように西郷の渡韓一件には一切かかわらず、国家のために大久保側に就いた。明治7年の台湾出兵においてその手腕を発揮し、西南戦争時は陸軍卿代理として政府の留守を預かった。しかし兄の死を知り、一切の職を辞する決意をする。大久保に翻意され駐イタリア全権公使を打診されるが、大久保の暗殺により沙汰やみとなった。大久保遭難時はいち早く現場に駆け付け、遺体を抱きかかえて大久保邸に届けるなど、大久保への情誼が非常に厚い。
岩倉具視
右大臣。大久保とは幕末期からの盟友であるが、征韓論争において西郷の威圧を恐れ、大久保を裏切ったことも。しかしその後は肚を決め、西郷ら征韓派の威圧を頑として受け付けず、征韓論を白紙撤回させた。
桐野利秋
陸軍少将。幕末期、常に西郷の側にあって「人斬り半次郎」と恐れられていたが、維新後は薩摩城下士出身者が占める近衛兵のリーダー的存在となる。西郷を神仏のように崇拝し、西郷の説に反する者はいかなる理由があってもこれを許さないとしている。このため大久保・川路を敵視し、西郷下野の際は真っ先にこれにつき従った。その後郷里の吉野郷で開墾に従事するが、私学校党の暴発をおさえられず、遂に西郷軍のナンバー2として挙兵に加わる。しかし桐野の戦略なき行軍は、西郷軍に悲惨な末路を呼ぶこととなる。テロリストとしての一面も携えながら、薩摩人らしい颯爽とした人格も併せ持つ人物として描かれる。
島津久光
旧薩摩藩主・島津忠義の父。薩摩にあって太政官に対し隠然たる影響力を持つ。江戸幕府を倒し、廃藩置県により封建制を崩壊させた西郷・大久保を徹底的に憎悪している。「全てを封建の世に戻せ」との主張をし続け、鹿児島県令・大山綱良を操って、鹿児島県を太政官の支配から逃れさせ、鹿児島県を事実上の独立国家とさせた張本人。西郷挙兵後は名目上中立の立場を取っていたが、陰ながら西郷を支持していた。
三条実美
太政大臣。誠実な人物だが優柔不断で統率力に欠け、征韓論争において賛成派・反対派から常に圧力を受け続け、西郷渡韓を決定したまさにその日に心労から人事不省に陥った。これが結局は、征韓論争の行く末を決定づけることとなる。
伊藤博文
参議。軽快な政治の処理能力を持ち、征韓策を愚の骨頂として東奔西走し、その阻止に努めた。長州人でありながら大久保を尊敬し、また大久保からも厚い信頼を受けていたため、木戸から深く妬まれるようになる。
大隈重信
参議・大蔵卿。征韓論に国家財政の視点から反対する。後に早稲田大学を創立するが、西郷を愚人としてしか見ていない人物として描かれている。
山県有朋
陸軍卿。出世欲が強い人物だが、山城屋事件を西郷に救われたことから西郷には厚い恩義を感じている。西郷挙兵の折は参軍として政府軍の総指揮権を得、慎重な采配をふるって戦争を有利に進め、西郷自決後はその首を探し出し、洗い清めて丁重に埋葬した。
江藤新平
参議・司法卿。司法卿として法律・司法制度の制定を進めるが、内務省を設立して事を進めようとする大久保と対立する。自身の出世欲や私利私欲は持たない人物で、法の下に万民は皆平等と考えてはいたが、常に肥前佐賀を中心に物事を見る悪癖があり、それがために西郷の呼応を妄信して佐賀の乱を起こすが、西郷は乗らず政府軍に敗北、大久保による臨時裁判を受け、梟首となる。
板垣退助
参議。土佐派の代表。戊辰戦争での功労から政府に参画していたが、野戦軍司令官としては優れていても政治家としては無能に近く、西郷よりも早くから征韓論を唱え、征韓論撤回後は西郷と共に歩まんことを伝えるが、西郷の返事はつれないものだった。このため西郷以下薩摩の不平士族とは距離を置き、やがて自由民権運動にその半生を費やすこととなる。
野村忍介
鹿児島県警察署長。幕末期から情報収集に長けていた。西郷を尊敬しているが、桐野たち過激派の考えには必ずしも賛成しておらず、私学校党が暴発した時も不本意ながら挙兵に加わることとなる。その後も桐野の戦略なき行軍に振り回されて、他の西郷軍幹部と異なり死を選ばず政府軍に降伏して生き残る。
永山弥一郎
陸軍少佐。西郷軍幹部。西郷・大久保両人と知己があり、開明的な思考の持ち主で大久保の内務省による日本の近代化政策に賛成し、征韓論が愚策であることも知っており、下野したのは千島・樺太交換条約が自身の考えと異なり共に働けないとの判断からで、川路利良が創設しようとする警察制度の事も評価していた。村田新八と共に西南戦争にも最後まで反対していたが勢いを止めれないと思い至り、共に死ぬ覚悟で西郷軍へ身を投じた。
篠原国幹
陸軍少将。桐野とともに西郷軍を主導する。極端に無口な人物で思慮深く見られていたが、実際には保守的で軍人としても戦略観が無く、西郷軍の敗北を引き起こす。西郷軍幹部から発せられたあらゆる作戦案に対し、「死を恐れるのか」の一言でそれを否定し、無謀な戦闘を繰り返して、それが結果的に悲惨な結果を招くこととなる。自身は戦争の最中に政府軍の銃弾で死亡する。
芦名千絵
旗本の娘で、その生家が維新後、桐野たち近衛将校の住居となったことから薩摩人との交流を持つにいたる。戊辰戦争で家族を失い、また実兄が桐野に斬られたことを知り仇討ちを目論むが、桐野ら薩人のさわやかな人格に触れ、やがてその憎悪の対象は太政官に向い、海老原穆や宮崎八郎といった反政府側の人物と共闘する。本作で唯一の架空人物。
宮崎八郎
肥後熊本出身の青年、弟の一人に宮崎滔天がいる。ルソー『民約論』に感銘を受け、民権をないがしろにする太政官の転覆を目論む。海老原の評論新聞社に入社する他、熊本で植木学校を設立、さらに西南戦争勃発後は熊本共同隊を設立して西郷軍に従軍した。

## 刊行書誌
- 『翔ぶが如く』 文藝春秋（全7巻）、1975年（昭和50年）- 1976年（昭和51年）
- 『翔ぶが如く』 文春文庫（全10巻、解説平川祐弘）、1980年（昭和55年）、新装改版2002年（平成14年）
- 『司馬遼太郎全集 35・36・37・38　翔ぶが如く』 文藝春秋、1983年（昭和58年）